# Find (유닉스)
유닉스 계열과 일부 기타 운영 체제에서 find는 일부 사용자 지정 기준에 따라 파일을 찾고 사용자 정의 행위를 각 매칭되는 파일에 적용하여 파일 시스템의 하나 이상의 디렉터리 트리를 검색하는 명령 줄 유틸리티이다. 사용 가능한 검색 기준에는 패턴을 포함시켜 파일 이름 또는 파일의 수정일/접근일의 시간 범위를 매칭시키는 것이 포함된다. 기본적으로 find는 현재의 작업 디렉터리 아래의 파일 목록을 반환한다.
관련 locate 프로그램들은 find를 통해 수집된 인덱싱된 파일의 데이터베이스를 사용하여(Cron 잡을 통해 정기적인 주기로 업데이트됨) 전체 파일 시스템에서 이름순으로 파일을 검색하는 빠른 방식을 제공한다.

## 역사
find는 프로그래머의 워크벤치 프로젝트의 일부로서 버전 5 유닉스에 등장했으며 cpio와 더불어 Dick Haight에 의해 작성되었다. (cpio와 함께 사용하도록 설계되었음)

## Find 문법
```
$ 
find
 
[
-H
]
 
[
-L
]
 
[
-P
]
 
경로...
 
[
식
]

```

3개의 옵션들은 어떻게 find 명령이 심볼릭 링크를 처리하는지를 통제한다. 기본 동작은 심볼릭 링크를 따라가지 않는다. -P 플래그를 사용하여 명시적인 지정이 가능하다. -L 플래그는 find 명령어가 심볼릭 링크를 따라갈 수 있게 한다. -H 플래그는 명령 줄 변수를 처리하는 동안에만 심볼릭 링크를 따라가게 한다. 이 플래그들은 일부 오래된 버전의 find에서는 사용이 불가능하다.
적어도 하나의 경로는 식이 우선해야 한다. find는 내부적으로 와일드카드를 해석할 수 있으며 명령어들은 셸 글로빙을 통제하기 위해 조심스럽게 구성되어야 한다.
식 요소들은 공백으로 구분되며 왼쪽에서 오른쪽으로 평가한다. 이들은 AND(‑and 또는 ‑a) 또는 OROR (‑or ‑o) 등의 논리 요소들을 포함할 수 있다.
GNU find에는 POSIX에서 규정되지 않은 수많은 추가 기능들이 포함되어 있다.

## 관련 유틸리티
- locate
- Grep
- tree
- GNU Find 유틸리티(findutils)
- 비지박스
- dir

## 같이 보기
- 스포트라이트 (소프트웨어)
- 유닉스 명령어 목록
- 도스 명령어 목록
- Grep